# Тютчевы
Тютчевы (в старину Тютшевы) — род русского столбового дворянства, из которого происходил поэт Фёдор Тютчев.
В Гербовник внесены две отрасли Тютчевых:
1. Потомство Захария Тютчева, посланного к Мамаю в 1380 году (Герб. Часть VI. № 15).
2. Потомство Игнатия Тютчева, жильца (1613) (Герб. Часть IX. № 60), по всей вероятности, происходят от одного родоначальника[1][2].

При подаче документов для внесения рода в Бархатную книгу (16 марта 1686) была подана родословная роспись Тютчевых и жалованная вотчинная грамота царя Михаила Фёдоровича Третьяку Васильевичу Тютчеву на деревню Подъяково в Каменском стане Рязанского уезда (22 февраля 1618).
Внесены в VI часть дворянских родословных книг Московской, Тамбовской, Рязанской, Орловской, Ярославской губерний.

## Происхождение и история рода
По предположению Б. Унбегауна, прозвище родоначальника Тютчевых тюркского происхождения и означает в переводе «игрок на пастушьем рожке».
В «Сказании о Мамаевом побоище» упомянут в качестве участника этого сражения Захар Тутчев, посланец Дмитрия Донского к Мамаю (1380). Его потомок Борис Матвеевич Слепой Тютчев — воевода в Суздале (1464), воевода Передового полка — разбил новгородцев на реке Шиленге (1471).
В битве под Казанью (1487) погибли Константин Захарьевич по прозванию Печальник и его брат Андрей Тютчевы, их имена внесены в синодик Успенского Кремлёвского собора. Михаил Фёдорович и Борис Леонтьевичи сопровождали (1495) в Литву великую княгиню Елену Ивановну, невесту великого князя Александра Литовского.
Потомки служили по Зубцову, Дмитрову, Кашину и Рязани. Никита Иванович Тютчев был воеводой в Верее (1623—1624) и в Борисове (1627—1628). Борис Иванович Тютчев был при царе Михаиле Фёдоровиче воеводой в Кашине и Устюжне Железнопольской. Его сын Никита был воеводой в Белозерске (1657).
Помимо семейства поэта, которому принадлежало имение Овстуг, в XVIII веке известен был богатейший брянский помещик Фаддей Петрович Тютчев, который устроил после смерти фельдмаршала Миниха настоящее празднование.

Как пишет один из современников:

Слышал я, как вся фамилия Тютчевых, собравшись из разных домов в гости — мужчины, женщины, юноши, девицы и малые дети — проклинали память фельдмаршала Миниха за то, что он под образом службы, за собственную будто бы личную обиду, велел расстрелять полковника Тютчева в царствование Анны Иоанновны.

## Родственники

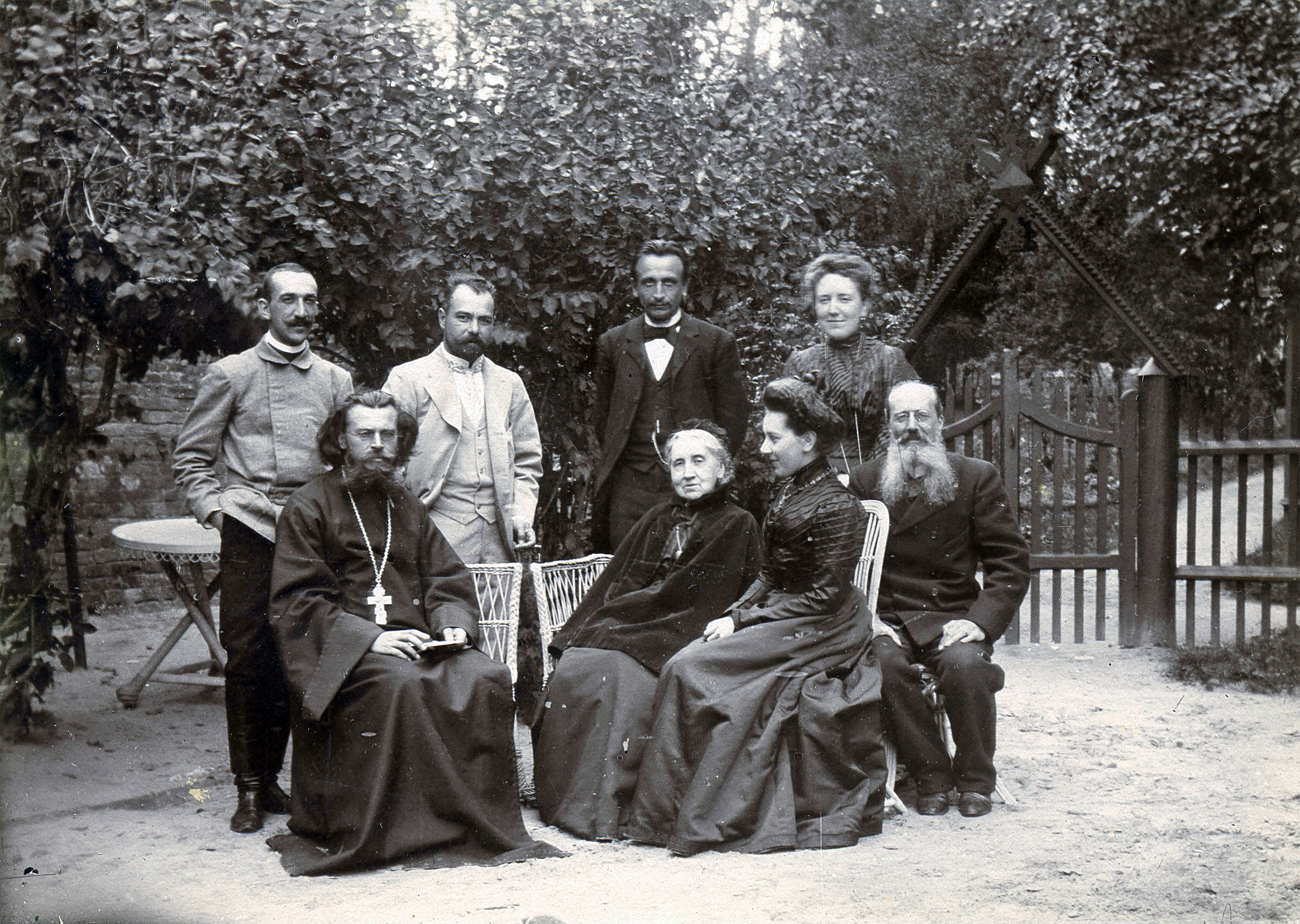
Тютчевы в 1900 году у главного усадебного дома (интерактивное изображение)

- Тютчев, Захарий — упоминавшийся в «Сказании о Мамаевом побоище» княжеский посол.
- Тютчев, Фёдор Иванович (1803—1873) — русский поэт, дипломат, член-корреспондент Петербургской АН с 1857 г.
  - Тютчева, Анна Фёдоровна (1829—1889) — дочь поэта Ф. И. Тютчева, фрейлина высочайшего двора, жена И. С. Аксакова, мемуаристка; разделяла взгляды славянофилов.
  - Тютчев, Иван Фёдорович (1846—1909) — общественный и государственный деятель, член Государственного совета.
    - Тютчев, Николай Иванович (1877—1949) — основатель и первый директор музея Мураново, коллекционер.

  - Тютчев, Фёдор Фёдорович (1860—1916) — офицер, герой Первой мировой войны. Незаконнорожденный сын.
- Тютчева, Евдокия Николаевна (1774—1837) — тётка поэта, в монашестве игуменья Евгения, основательница Аносина женского монастыря.
- Тютчев, Николай Сергеевич (1856—1924) — двоюродный племянник поэта, эсер, народник.

## Прочие Тютчевы
Менее знатный род Тютчевых восходит к началу XVII века и внесён в VI часть родословной книги Курской, Орловской и Тверской губерний (Гербовник, IX, 60).

## Известные представители
- Тютчевы: Иван Иванович Большой и Иван Иванович Меньшой (родные братья) — погибли (1606—1610) при Василии Шуйском.
- Тютчев Борис Иванович — за московское осадное сидение (1610) пожалован вотчиной, кашинский выборный дворянин, подписался в грамоте на избрание на престол царя Михаила Фёдоровича (1613), воевода в Устюжне-Железнопольской и Кашине.
- Тютчев Никита Иванович — посланник к ногаям (1611), голова в Воронеже (1616), за московское осадное сидение (1618) пожалован вотчиной, воевода в Верее (1623—1624), Борисове (1625—1627), волоколамский городской дворянин (1627—1629), был при осаде Смоленска (1634), отставлен от службы за старостью и увечьем (1649).
- Тютчев Василий Васильевич Третьяк — за московское осадное сидение (1618) пожалован вотчиной.
- Тютчев Василий Васильевич — воевода в Печерниках (1627—1629), рязанский городовой дворянин (1631).
- Тютчев Гавриил Т — воевода на Мишколь устье, что впала в Каму реку (1650—1651).
- Тютчев Сава — воевода в Соликамске (1671).
- Тютчев Юрий — дьяк, служил у царёва стола (1672—1673).
- Тютчев Сава Юрьевич — подьячий, воевода в Верхотурье (1673—1676).
- Тютчев Иван Борисович — воевода в Усерде.
- Тютчев Иван Никитич — письменный голова, воевода в Тобольске (1674—1676).
- Тютчев Афанасий — воевода в Сумах (1677—1678).
- Тютчев Иван Семёнович — пожалован вотчинами в Ряжском уезде (1678 и 1680).
- Тютчев Иван Иванович Меньшой — жилец, стряпчий (1680), стольник (1686), дневал и ночевал у гроба царицы Натальи Кирилловны (04.02.1694).
- Тютчев Василий Никитич — жилец (1672—1680), стольник (1686), дневал и ночевал у гроба царицы Натальи Кирилловны (04 февраля 1694).
- Тютчев Пётр — дьяк, воевода в Севске (1689—1690)[10].
- Тютчевы: Фёдор Юрьевич, Пётр Артемьевич — дьяки (1692).
- Тютчев Перфилий Никитич — стольник, полковник рейтарского строя (1696)[11].
- Тютчевы: Афанасий и Михаил Никитичи, Василий Владимирович, Василий Дмитриевич, Герасим Матвеевич, Данила Григорьевич, Иван и Никита Борисовичи, Лаврентий и Иван Ивановичи, Иван Семёнович, Лука Алферьевич, Пётр Перфильевич, Пётр Сафронович, Родион Петрович — московские дворяне (1665—1692).
- Тютчевы: Аким Алферьевич, Богдан и Лука Ивановичи, Тимофей Васильевич, Иван и Фёдор Никитичи — стольники (1685—1692).
- Тютчев Василий Иванович — стольник царицы Прасковьи Фёдоровны (1692)[12].
- Тютчев Фадей Васильевич — стряпчий (1692), воевода в Ельце и Воронеже.
- Тютчев Нестор Никифорович — майор, воевода в Кашине (1731—1733).
- Тютчев Михаил Петрович — бригадир, расстрелян по приказу графа Миниха (1741)[1].
- Тютчевы: Анна, Дарья и Екатерина Фёдоровны — фрейлины императриц и великих княгинь.
- Тютчев Алексей Иванович — капитан Пензенского пехотного полка, декабрист (ум. 1856)[2].
- Тютчев Александр Алексеевич (1845—1906) — действительный статский советник, земский деятель Мышкинского уезда Ярославской губернии, кавалер многих орденов, последний владелец родового имения Тютчевых в селе Знаменском Мышкинского уезда[13].